# Shire of Waroona
Shire of Waroona is een lokaal bestuursgebied (LGA) in de regio Peel in West-Australië. Shire of Waroona telde 4.234 inwoners in 2021. De hoofdplaats is Waroona.

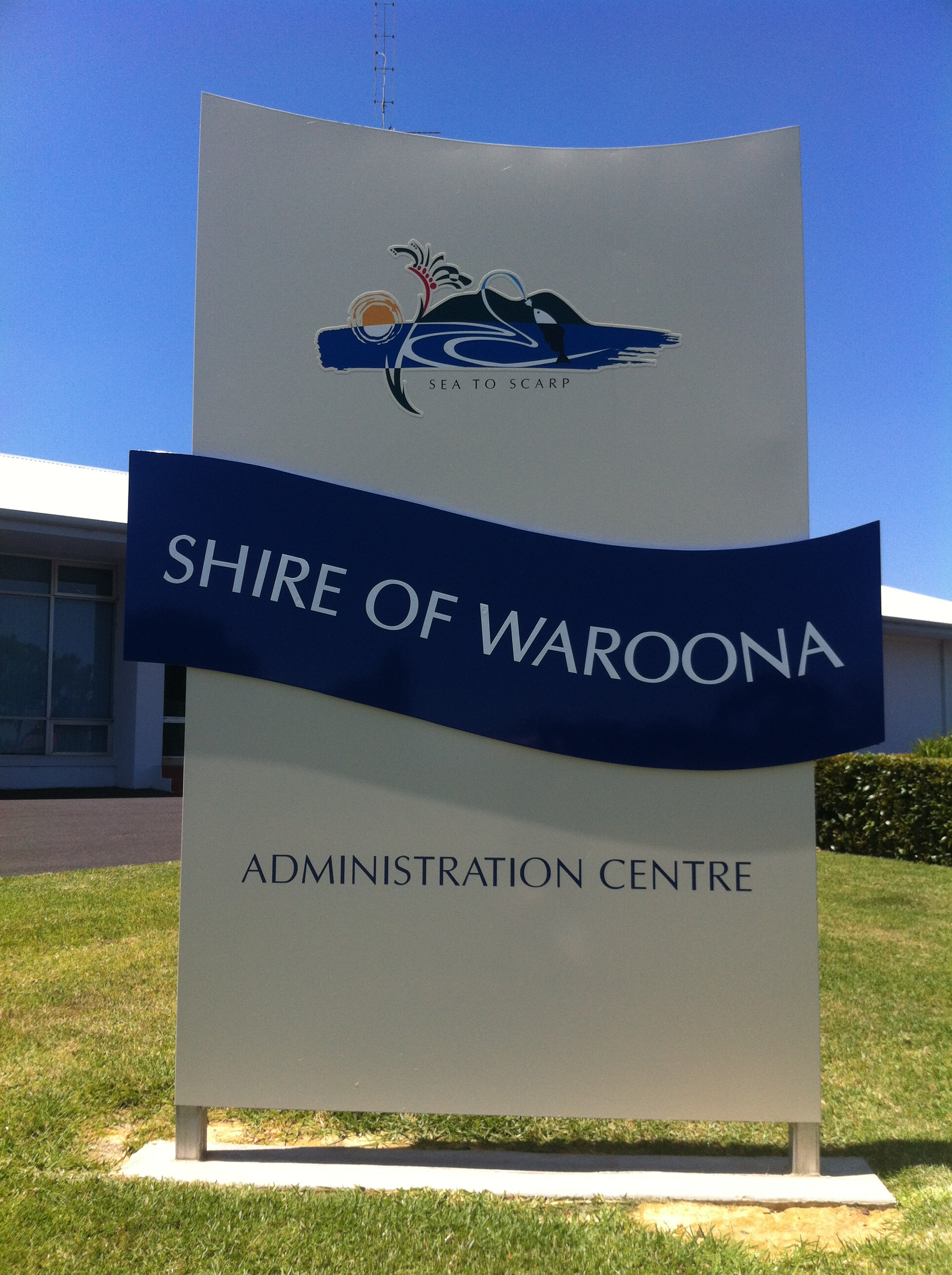

## Geschiedenis
Op 29 april 1898 werd het 'Drakesbrook Road District' van het grotere 'Murray Road District' afgescheurd. Het district veranderde op 19 mei 1961 van naam en werd het 'Waroona Road District'.
Ten gevolge van de 'Local Government Act' van 1960 veranderde het district op 23 juni 1961 weer van naam en werd de Shire of Waroona.

## Beschrijving
Shire of Waroona is een landbouwdistrict in de regio Peel. Er wordt bauxiet gedolven. In Wagerup staat een aluminaraffinaderij.
Het district is ongeveer 830 km² groot en telt 19 kilometer kustlijn. Ongeveer de helft van het grondgebied bestaat uit nationale parken en staatsbossen. Het district ligt ongeveer 100 kilometer ten zuiden van de West-Australische hoofdstad Perth. Er ligt 265 kilometer verharde en 150 kilometer onverharde weg.
Shire of Waroona telde 4.234 inwoners in 2021, tegenover 3.451 in 2006. Minder dan 5 % van de inwoners zijn van inheemse afkomst.
Het district heeft een bibliotheek, districtsschool, katholieke basisschool, dokterspraktijk, dierenkliniek, twee hotels, enkele kerken en verscheidene sportfaciliteiten.

## Plaatsen, dorpen en lokaliteiten
- Hamel
- Lake Clifton
- Nanga Brook
- Preston Beach
- Wagerup
- Waroona
- Yalup Brook

## Bevolking
| Jaar | Bevolkingsaantal |
| ---- | ---------------- |
| 1911 | 867              |
| 1921 | 1.005            |
| 1933 | 1.519            |
| 1947 | 1.636            |
| 1954 | 1.934            |
| 1961 | 1.793            |
| 1966 | 1.829            |
| 1971 | 1.969            |
| 1976 | 1.895            |
| 1981 | 2.434            |
| 1986 | 2.488            |
| 1991 | 3.033            |
| 1996 | 3.262            |
| 2001 | 3.258            |
| 2006 | 3.450            |
| 2011 | 3.582            |
| 2006 | 3.451            |
| 2016 | 4.148            |
| 2021 | 4.234            |